# Stretto di Canso
Lo stretto di Canso (in inglese Canso Strait, in francese Détroit de Canso) separa la penisola della Nuova Scozia dall'isola del Capo Bretone e mette in comunicazione la baia di San George dello stretto di Northumberland con l'Oceano Atlantico. Lo stretto ha una lunghezza di circa 27 km, una ampiezza media di 3 km e una profondità di circa 60 metri.

## Vie di comunicazione
Dal 1955 un ponte stradale e ferroviario di 1385 metri permette la comunicazione tra le due sponde dello stretto. Un canale di 24 metri di ampiezza e 570 metri di lunghezza permette la navigazione tra la baia di San George e l'Oceano Atlantico.